# Чембурка
Чембурка — хутор в муниципальном образовании город-курорт Анапа Краснодарского края России.

## География
Хутор находится в западной части Краснодарского края, севернее Анапских плавней, на южном берегу Чембурского озера, восточнее города Анапа, административного центра муниципального образования. Абсолютная высота — 7 метров над уровнем моря.

## Население
| 2002 | 2010 |
| ---- | ---- |
| 541  | ↗574 |

Гендерный состав
По данным Всероссийской переписи населения 2010 года в гендерной структуре населения мужчины составляли 43,55 %, женщины — соответственно 56,45 %.
Национальный состав
Согласно результатам переписи 2002 года, в национальной структуре населения русские составляли 87 %.

## Инфраструктура
В населённом пункте функционирует детский сад.

## Улицы
Уличная сеть хутора состоит из 8 улиц и 1 проезда.